# Epinotodonta
Epinotodonta is een geslacht van vlinders van de familie tandvlinders (Notodontidae).

## Soorten
- E. fumosa Matsumura, 1919
- E. griseotincta Kiriakoff, 1963